# Lipa Powstańców
Lipa Powstańców – pomnikowa lipa drobnolistna pochodząca z 1860 r. Najstarsze, najgrubsze i najważniejsze historycznie drzewo na terenie Radomska. Lipa Powstańców została posadzona w postaci trzech małych drzewek na mogile ofiar Powstania Styczniowego w 1863 roku, celem upamiętnienia trzech poległych radomszczańskich powstańców, którzy w noc styczniową z 23 na 24 stycznia zostali w tym miejscu zamordowani przez rosyjskich żołnierzy stacjonujących  za murami cmentarza. Okaz rośnie w północnej części kwatery B-1 naprzeciwko kaplicy pw. Pana Jezusa Konającego, po lewej stronie za wejściem głównym na teren Cmentarza Starego przy ul. Wyszyńskiego 42. Drzewo graniczy z grobem Henryka Fajta - znanego radomszczańskiego kompozytora i pedagoga.
Lipa Powstańców szczególną opieką została objęta już w 1989 roku za sprawą starań Wojewódzkiego Konserwatora Przyrody Zbigniewa Misztala, na zlecenie którego drzewem zajmował się znany polski chirurg Marek Kubacki. W tym czasie lipa była spinana wiązaniami przewiertowymi w 1992 roku,  została ogłowiona w 2007 r. oraz poddana kompleksowym zabiegom pielęgnacyjnym w 2015 r. Wówczas usunięta została trzecia odnoga, która obumarła, a pomiędzy dwoma pozostałymi zamontowano wiązania stalowe. Na pniu drzewa pojawiła się nowa tabliczka i krzyż. Od 2019 roku Lipą Powstańców, we współpracy z innymi polskimi specjalistami, opiekuje się dendrolog Ernest Rudnicki. W latach 2021–2022 przy finansowym wsparciu WFOŚiGW w Łodzi oraz władz miasta Radomska, drzewo zostało poddane kompleksowym zabiegom pielęgnacyjnym, podczas których: wykonano cięcia korekcyjne i fitosanitarne oraz chirurgię pnia z instalacją żywego wiązania, wybudowano żelbetowy pylon ze stalowymi wiązaniami zabezpieczającymi lipę przed upadkiem na kaplicę, zamontowano pomiędzy odnogami pas wzmacniający, a także zaaranżowano na nowo teren wokół pnia i wmontowano pamiątkową tablicę. Całość inwestycji wyniosła ponad 58 tys. zł. Dnia 12 maja 2023 r. nastąpił uroczysty odbiór prac i odsłonięcie tablicy przez prezydenta miasta w obecności prałata, przedstawicieli władz oraz wykonawców projektu. Na pniu zainstalowano orła z brązu z wykutym rokiem 1863. 

Obecnie pień lipy składa się z dwóch odnóg, których nasady znajdują się powyżej pierśnicy, stąd drzewo jest uznawane za jednopniowe. Zarówno odziomek jak i obie odnogi są w znaczącym stopniu wypróchniałe. Zredukowana korona ma zasięg 12x11 m. Status pomnika przyrody lipa posiada od 1998 roku na podstawie Rozporządzenia Nr 5/98 Wojewody Piotrkowskiego z dnia 3 lipca 1998 r. w sprawie zmiany rozporządzenia dotyczącego uznania za pomniki przyrody. Nieopodal, w południowej części kwatery rośnie młodsza z pomnikowych lip drobnolistnych datowana na 1885 r., niezwiązana z powstańczą historią. 

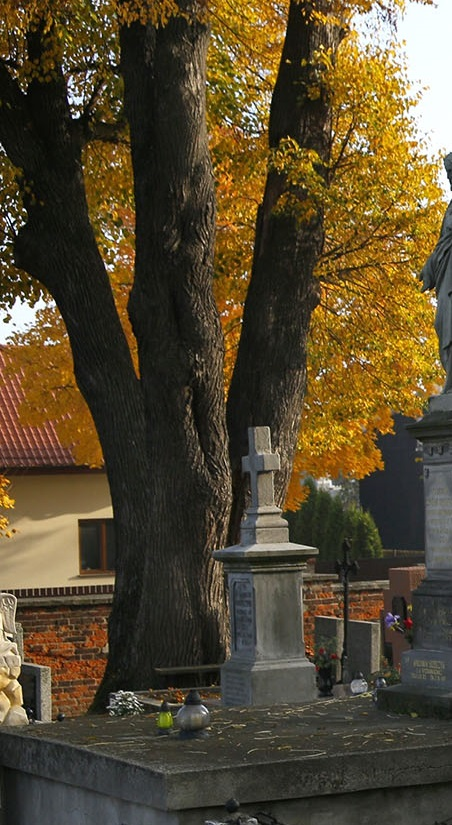
Pień lipy w pierwotnej formie - 2002 r.
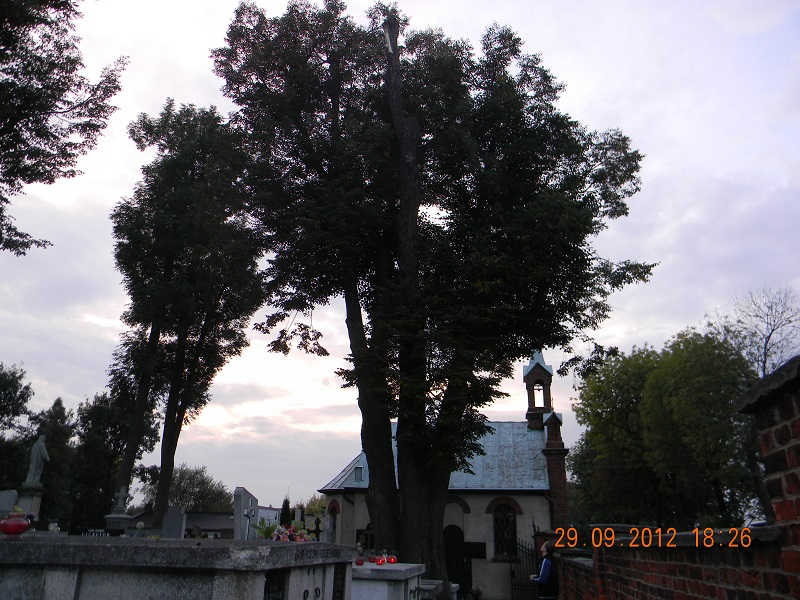
Lipa Powstańców w roku 2012 (przed usunięciem trzeciej odnogi)
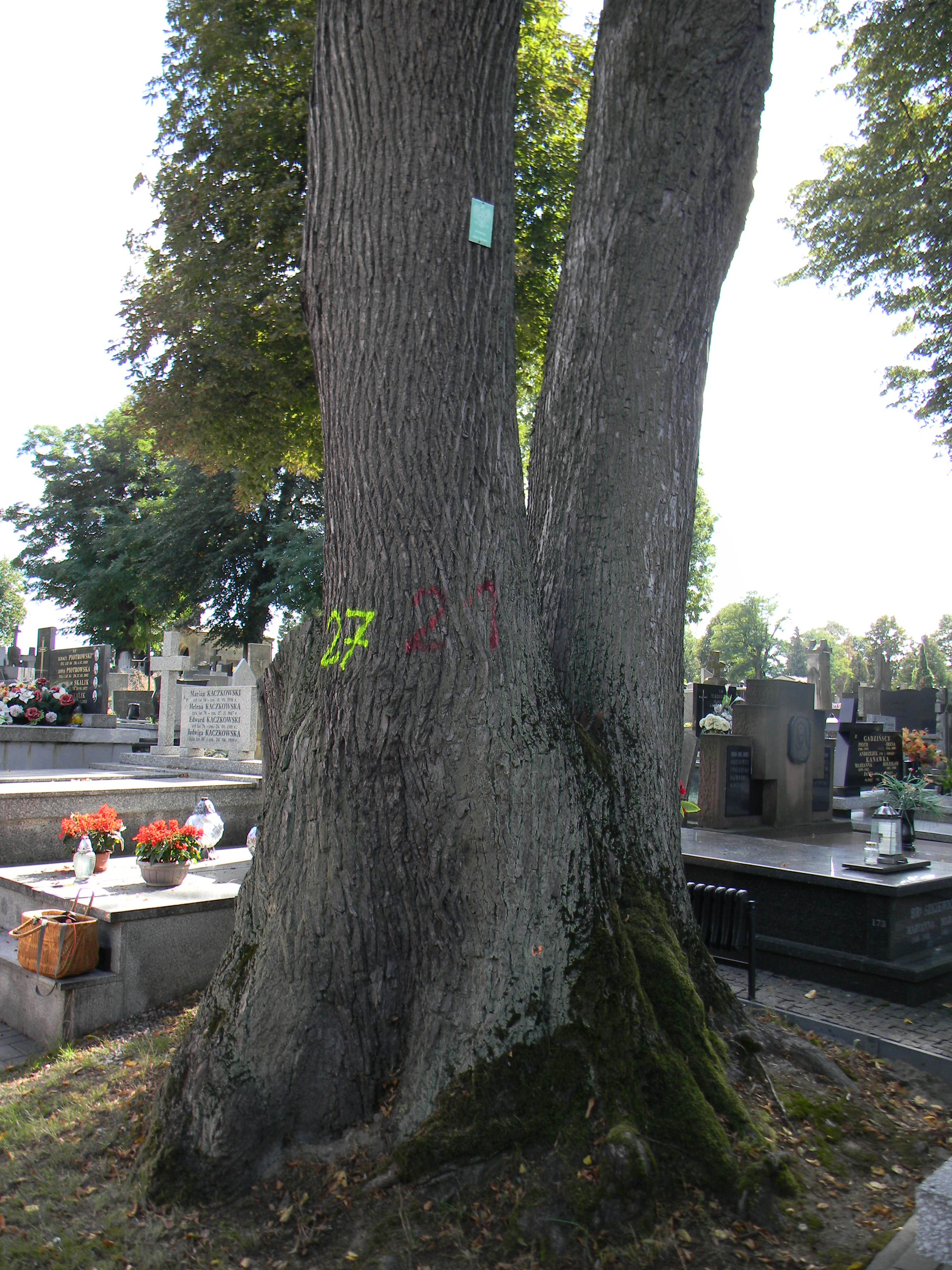
Pień lipy po usunięciu trzeciej odnogi w 2015 r.
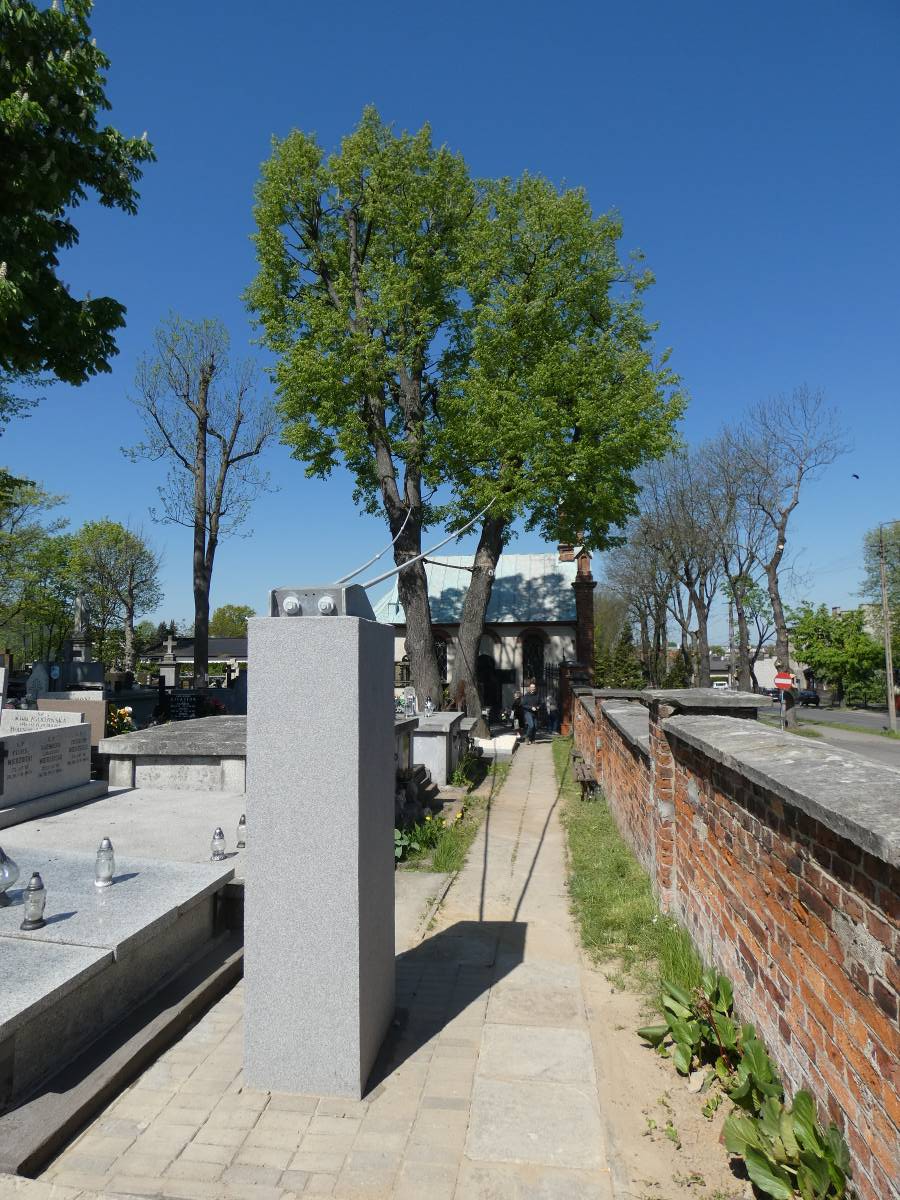
Pylon z linami stalowymi zabezpieczającymi drzewo przed upadkiem - 2023 r.
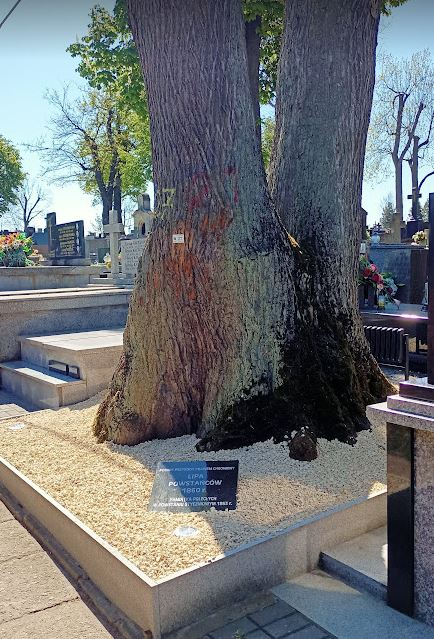
Przebudowana przestrzeń wokół pnia - 2023 r.
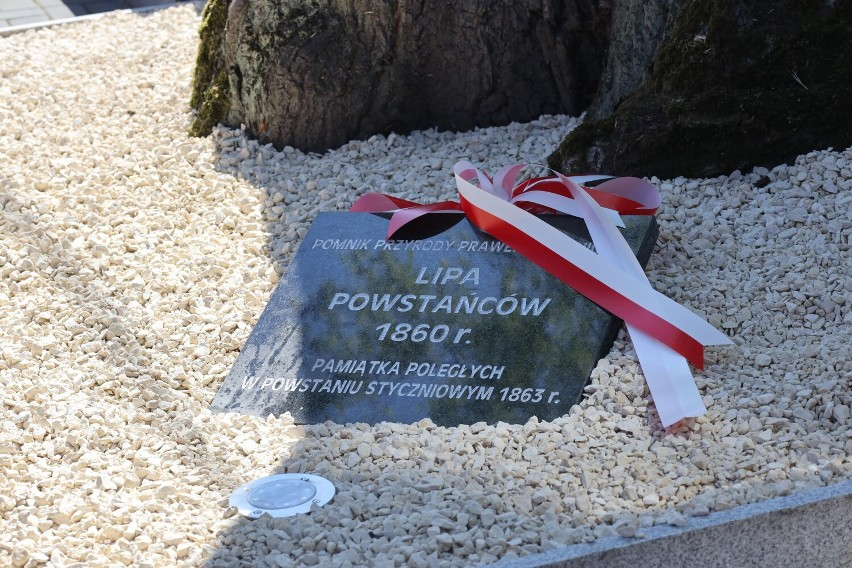
Pamiątkowa tablica - 2023 r.